# Kamenovo (Razgrad)
Kamenovo (Bulgaars: Каменово) is een dorp in het noordoosten van Bulgarije, gelegen in de gemeente Koebrat in oblast Razgrad. Het dorp ligt ongeveer 21 km ten noorden van Razgrad en 279 km ten noordoosten van de hoofdstad Sofia.

## Bevolking
Op 31 december 2020 telde het dorp Kamenovo 276 inwoners. Het aantal inwoners vertoont al tientallen jaren een dalende trend: in 1934 woonden er nog 2.789 personen in het dorp.
| Bevolkingsontwikkeling van Kamenovo tussen 1934 en 2020 |
| ------------------------------------------------------- |
|                                                         |
| ■ Volkstellingen ■ Schatting                            |

In het dorp wonen nagenoeg uitsluitend etnische Bulgaren. In 2011 identificeerden 383 van de 385 ondervraagden zichzelf als etnische Bulgaren, oftewel 99,5% van alle ondervraagden.
| Etnische samenstelling van de respondenten (2011) | Etnische samenstelling van de respondenten (2011) | Etnische samenstelling van de respondenten (2011) | Etnische samenstelling van de respondenten (2011) | Etnische samenstelling van de respondenten (2011) |
| ------------------------------------------------- | ------------------------------------------------- | ------------------------------------------------- | ------------------------------------------------- | ------------------------------------------------- |
|                                                   |                                                   |                                                   |                                                   |                                                   |
| Bulgaren                                          | Bulgaren                                          |                                                   | 99,5%                                             | 99,5%                                             |
| Turken                                            | Turken                                            |                                                   | 0,0%                                              | 0,0%                                              |
| Roma                                              | Roma                                              |                                                   | 0,0%                                              | 0,0%                                              |
| Anders/Onbekend                                   | Anders/Onbekend                                   |                                                   | 0,5%                                              | 0,5%                                              |

Belovets - Bisertsi - Bozjoerovo - Goritsjevo - Kamenovo - Koebrat - Madrevo - Medovene - Ravno - Savin - Seslav - Sevar - Terter - Totsjilari - Joeper - Zadroega - Zvanartsi